# Грабішиці-Дольні
Грабішиці-Дольні (пол. Grabiszyce Dolne, нім. Nieder Gerlachsheim) — село в Польщі, у гміні Лешна Любанського повіту Нижньосілезького воєводства.
Населення — 166 осіб (2011).
У 1975-1998 роках село належало до Єленьоґурського воєводства.

## Демографія
Демографічна структура станом на 31 березня 2011 року:
|          | Загалом | Допрацездатний вік | Працездатний вік | Постпрацездатний вік |
| -------- | ------- | ------------------ | ---------------- | -------------------- |
| Чоловіки | 88      | 20                 | 63               | 5                    |
| Жінки    | 78      | 18                 | 44               | 16                   |
| Разом    | 166     | 38                 | 107              | 21                   |